# 东岗街道
东岗街道，是中华人民共和国甘肃省兰州市城关区下辖的一个乡镇级行政单位。

## 行政区划
东岗街道下辖以下地区：
桃树坪社区、新兴社区、振兴社区、雁儿湾社区、深沟桥社区、店子街村社会社区、东岗镇村社区、长洼山村和大洼山村。